# Guldstjärtad dvärgparakit
Guldstjärtad dvärgparakit (Touit surdus) är en fågel i familjen västpapegojor inom ordningen papegojfåglar.

## Utseende och läte
Guldstjärtad dvärgparakit är en liten (16 cm) och grön skogslevande papegoja. Fjäderdräkten är bjärt gräsgrön, ljusare på undersidan än ovan. På huvudet syns ett gulaktigt område i pannan, kring ansiktet och kinderna. Mörka fjäderspetsar ger ett fjälligt utseende på hjässa och nacke. Brunaktiga skapularer formar två band på ryggen. Handpennor och handpennetäckare är mörka med en grön handbasfläck. Den korta och avskurna stjärten är guldgul med svart spets och gröna centrala stjärtpennor. Honan liknar hanen, men har gulgrönt på stjärtsidorna. Bland lätena hörs ljusa, skallrande ljud.

## Utbredning och systematik
Fågeln förekommer i östra Brasilien (Pernambuco till São Paulo). Den behandlas som monotypisk, det vill säga att den inte delas in i några underarter.

## Status och hot
Guldstjärtad dvärgparakit har en liten världspopulation bestående av uppskattningsvis endast 2 500–10 000 vuxna individer. Den tros också minska i antal till följd av habitatförlust. Den är därför upptagen på internationella naturvårdsunionen IUCN:s röda lista över hotade arter, kategoriserad som sårbar (VU).